# Kit electrònic

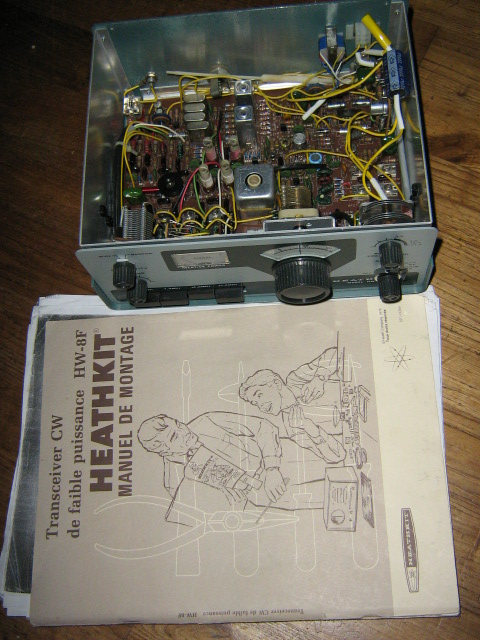
Transceptor d'ona curta Heathkit HW-8F (EUA) que es venia com un conjunt per muntar

Un kit electrònic  és un conjunt de components elèctrònics utilitzat per construir un dispositiu electrònic. En general, els kits els formen els components electrònics, un diagrama del circuit (esquema), instruccions de muntatge i, sovint, una placa de circuit imprès (PCB) o un altre tipus de placa de prototips.
Hi ha dos tipus diferents de kits, els que construeixen un sol projecte i els que poden formar una sèrie de projectes.
Aquests últims es dirigeixen principalment als nens, i inclouen una taula de muntatge sense soldadura de cap tipus, com per exemple:
- Components muntats en blocs de plàstic amb contactes secundaris, que es mantenen junts en una base, per exemple Denshi Blocs.
- Ressorts en una placa de cartó, que fan contacte pinçant cables de conductors o cables de components, com ara el kit Philips d'experiments electrònics.[1] Es tracta d'una opció barata i flexible.
- Els de tipus professional sobre placa de prototips (breadboard), en els quals s'insereixen els cables de components seguint la documentació del "kit".

El primer tipus de kits, aquells per a la construcció d'un únic equip, normalment utilitzen una placa de circuit imprès sobre la qual es solden els components. En general venen amb una documentació ampliada que descriu on va cada component sobre la placa.
La gent sobretot compra els kits electrònics per divertir-se i aprendre com funcionen les coses. Es van fer populars com un mitjà per reduir el cost de la compra d'equips, però avui dia no solen implicar cap estalvi econòmic.
Alguns equips solien ser dispositius molt complexos, com ara un televisor de color, oscil·loscopi, amplificador d'àudio de gamma alta i, fins i tot, equips com els Heathkit, H8, i LNW-80. Molts del primers microprocessadors es van vendre com kits electrònics o muntats i provats. Heathkit va vendre milions d'equips electrònics durant els seus 45 anys d'història.
Avui dia, la construcció de dispositius a partir de zero per als aficionats i principiants ha baixat de popularitat, degut en part a la complexitat emergent de l'electrònica en miniatura i el programari integrat, però la gent encara construeix dispositius electrònics personalitzats i de propòsit especial per a l'ús professional i educatiu, i com un hobby.
També emergeix una tendència a simplificar la complexitat, proporcionant kits preprogramats o modulars, que sovint es poden adquirir per internet. La diversió i l'emoció de construir la seva pròpia electrònica amb aplicacions i dispositius analògics simples de comprendre, ha passat en molts casos a dispositius més sofisticats i digitals.

## Exemples
- L'Altair 8800, (el primer ordinador personal), també va ser venut com un joc, com els ordinadors Sinclair ZX80, Sinclair ZX81 i Acorn Atom.
- Moltes targetes de sistema del S100 bus només es venien en forma de kits.
- Construcció d'un robot, sovint amb un microcontrolador a l'interior (s'ha posat de moda darrerament).
- Jocs electrònics Lectron (mòduls magnètics)
- Blocs Denshi utilitzat per Gakken Ex-System